# SpiNNaker
SpiNNaker (Spiking Neural Network Architecture) è un'architettura per computer multi core  progettata dal gruppo di ricerca di tecnologie per processori avanzati (APT) alla Scuola di Scienze informatiche dell'Università di Manchester (School of Computer Science, University of Manchester) condotto da Steve Furber, per simulare il cervello umano (Human Brain Project). Usa un milione di processori ARM in una piattaforma di calcolo altamente parallelizzata basata sulle reti neurali spike (reti neurali a impulso)
SpiNNaker sarà usato come componente di una piattaforma di computazione neuromorfica per il progetto Human Brain

## Storia
Il progetto nacque nel 1998, ed è in via di sviluppo dal 2006. Inizialmente riceveva fondi dall'EPSRC, mentre al giorno d'oggi il tutto è supportato dal Human Brain Project.
Il sistema è stato usato per modellare 80000 neuroni della corteccia cerebrale e i gangli basali ma anche per controllare un robot.
Il 14 ottobre, 2018 la HBP ha annunciato che l'obiettivo di un milione di core è stato raggiunto. Infine, la macchina è stata accesa per la prima volta il 2 Novembre 2018.